# 불설장수멸죄호제동자다라니경 (대구광역시 유형문화재 제91호)
불설장수멸죄호제동자다라니경(佛說長壽滅罪護諸童子陀羅尼經)은 대한민국 대구광역시 달성군 옥포읍에 있는 불경이다. 2020년 2월 10일 대구광역시의 유형문화재 제91호로 지정되었다.

## 지정 사유
『불설장수멸죄호제동자다라니경』은 현세의 죄업을 모두 소멸시키고 장수(長壽)의 법을 설법한 밀교 계통의 경전으로 흔히 『장수경(長壽經)』이라고 하고, 주로 국가의 안녕과 국왕의 장수, 그리고 자신 선대의 극락왕생 및 가정의 화복을 기원할 목적으로 간행한 대표적 불경이다. 경우에 따라『부모은중경(父母恩重經)』과 합철된 경우도 있다.
우리나라에서는 여러 차례 간행되어 많은 판본이 남아있는데, 이 책은 표지는 떨어져나간 상태로,『부모은중경』과 합철 되지 않고 유통된 것으로 보인다. 권말제와 시주의 일부는 남아있지만, 말미의 간기는 탈락된 상태로 정확한 간년을 판단하기는 어려운 편이나, 권말제 뒤의 시주명단에 1460년(세조6) 선종본사에서 간행한 『육경합부(六經合部)』와 『부모은중경』의 시주와 중복된 인물이 있어 세조연간 늦어도 성종초기에 간행된 목판본으로 추정된다. 또한 판각에 참여한 각수 이영산(李永山), 장막동(張莫同) 등은 조선초기 왕실에서 간행한 불경에 참여한 당대 최고의 각수들이다. 표지는 없지만 보존상태도 매우 양호하여 문화재적 가치가 있는 자료로 평가된다.

## 참고 문헌
- 불설장수멸죄호제동자다라니경 - 국가유산청 국가유산포털